# Norvég tőkehal
A norvég tőkehal (Trisopterus esmarkii) a csontos halak (Osteichthyes) főosztályának a sugarasúszójú halak (Actinopterygii) osztályába, ezen belül a tőkehalalakúak (Gadiformes) rendjébe és a tőkehalfélék (Gadidae) családjába tartozó faj.

## Előfordulása
A norvég tőkehal elterjedési területe az Atlanti-óceán északkeleti része és a Barents-tenger délnyugati része között terül el. A következő szigetek vízeiben is megtalálható: Medve-sziget, Izland, Feröer-szigetek és a La Manche csatorna.

## Megjelenése
Ez a hal általában 19 centiméter hosszú, de akár 35 centiméteresre is megnőhet. 11-15 centiméteresen számít felnőttnek. Háti része szürkés-barna, oldalai ezüstösek és hasa fehér. A mellúszók tövének felső részén, sötét foltok láthatók.

## Életmódja
Mérsékelt övi, tengeri halfaj, amely 50-300 méteres mélységekben él. A legtöbbször 100-200 méteres mélységekben található meg. Egyaránt előfordul a nyílt tengeren és az iszapos tengerfenéken is. Tápláléka főleg planktoni rákok (krill, evezőlábú rákok, ászkarákok), de kisebb halak, azok ikrái és egyéb állatok lárvái is.
Legfeljebb 5 évig él.

## Felhasználása
Halászatilag értékes hal, mivel egyéb tenyésztett halak táplálékául szolgál.